# توندرا
توندرا (Tundra) یا سرددشت، در جغرافیا به مناطق بدون درخت و درختچه‌ای گفته می‌شود که در مجاورت یک منطقه قطبی قرار دارد. پوشش گیاهی این مناطق از علف‌ها، خزه‌ها و گلسنگ‌ها و بوته‌های کوچک تشکیل شده است. بیوم توندرا نواحی وسیعی از مناطق قطبی را اشغال کرده و حدود ۲۰ درصد سطح خشکی‌های زمین را می‌پوشاند.
زیست‌بوم توندرا سردترین زیست‌بوم کره زمین است. این زیست‌بوم همچنین بسیار بزرگ است. توندرا حدود یک پنجم سطح روی زمین را پوشانده است. توندرا بیشتر در شمالگان زمین و بالای کوه‌ها یافت می‌شود، جایی که آب و هوا سرد و بادخیز است و بارندگی کم. بیشتر توندراها پیرامون مدار قطبی شمال قرار دارند اما در جنوبگان و سایر محیط‌های سرد، مناطقی وجود دارد که می‌توان آن‌ها را به عنوان بخشی از زیست‌بوم توندرا توصیف کرد.
زمین‌های توندرا در بیشتر سال پوشیده از برف است، اما تابستان رویش گل‌های وحشی را به همراه دارد. در این سرددشت‌ها، بزهای کوهی، گوسفند، مارموت‌ها و پرندگان کوهستانی زندگی می‌کنند و از گیاهان و حشرات پست‌تر تغذیه می‌کنند. برخی گیاهان مقاوم مانند گیاهان بالشتکی در مناطق کوهستانی با رشد بین فرورفتگی‌های سنگی زنده می‌مانند، جایی که هوا گرمتر است و از باد در امان هستند.
در توندرا میانگین دمای گرم‌ترین ماه میان صفر و ده درجه بالای صفر می‌باشد و زمستان آن خیلی طولانی و سرد و تابستان خیلی کوتاه است. در توندرا در هر موقع از سال ممکن است سرما بروز کند. زیر خاک همیشه یخ‌بسته است و زمین در تابستان به شکل باتلاق در می‌آید. میزان بارندگی در سرددشت‌ها کمتر از ۲۵۰ میلی‌متر است. توندراها در روسیه، ایسلند، کانادا، آلاسکا و جزایر کرگولن یافت می‌شوند.
واژه توندرا از زبان سامی کیلدین، زبانی نزدیک به فنلاندی که در شبه جزیره کولا روسیه صحبت می‌شود گرفته شده و به معنی «دشت بی‌درخت» است. در جنوب ناحیه توندرا، ناحیه‌ای جغرافیایی به نام تایگا و در جنوب آن استپها قرار گرفته‌اند.

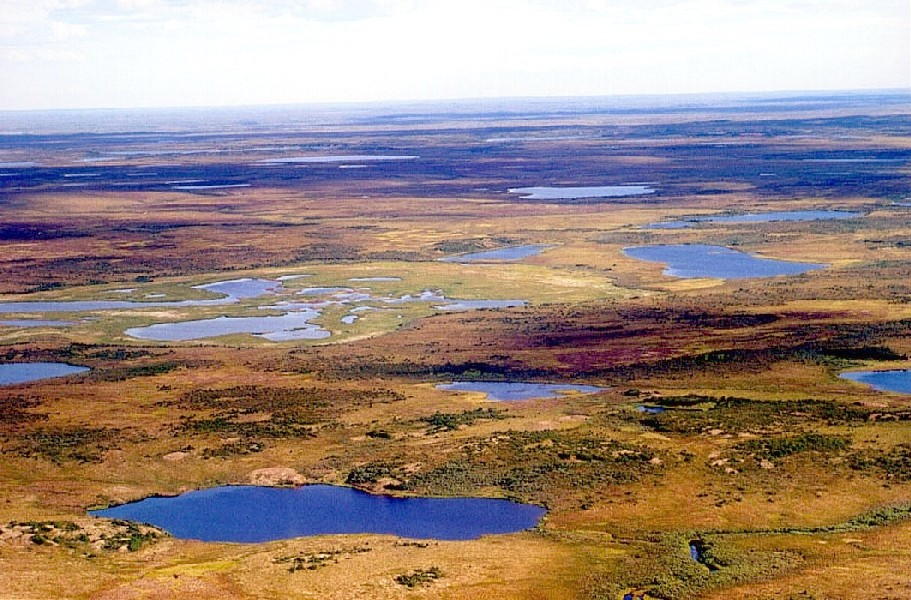
توندرا در سیبری

دماهای پایین و فصل‌های رشد کوتاه مانع رشد درختان در توندرا می‌شود. سه گونه از نواحی در سرددشت‌ها تعریف می‌شود: سرددشت شمالگانی، سرددشت کوهستانی و سرددشت جنوبگانی. میزان دخالت انسان در توندرا و نواحی قطبی بسیار کم است، زیرا به دلیل شرایط نامساعد آب و هوایی، جمعیت کمی در این نواحی زندگی می‌کنند.
توندرا همچنین مکانی بادخیز است. تضاد درجه حرارت بین خشکی و اقیانوس، نسیم‌های پایداری را ایجاد می‌کند که سراسر مناظر بی‌درخت را فرا می‌گیرد. این بادها می‌توانند زندگی را با چالش‌هایی روبه‌رو کنند: باد خشک می‌کند و ایجاد سردی می‌کند و می‌تواند گرد و غبار، برف و زباله‌ها را همراه آورده و هر گونه بافت گیاهی یا حیوانی در معرض خود را بفرساید. برخی از گیاهان و جانوران توندرا به‌طور ویژه برای به حداقل رساندن آسیب باد سازگار شده‌اند. با این حال، برخی از حیوانات در واقع به دنبال مناطق باد زده می‌گردند، جایی که سفر آسان‌تر است و گیاهان علوفه‌ای در دسترس‌تر.
خاک توندرا سرشار از نیتروژن و فسفر است. خاک آن همچنین حاوی مقادیر زیادی زیست‌توده تجزیه شده است که به صورت متان و دی‌اکسید کربن در یخبندان دائمی ذخیره شده است و خاک سرددشت‌ها را به ذخیره‌گاه کربن تبدیل کرده است. گرمایش جهانی اکنون باعث رها شدن تدریجی این کربن‌ها در جو و گرم‌تر شدن آن می‌شود. از سال ۲۰۰۰ میلادی، سرددشت‌ها به‌طور فزاینده‌ای توسط آتش‌سوزی‌های جنگلی ویران شده‌اند.

## دلیل وجود زیست‌بوم توندرا
ویژگی بارز توندرا کمبود درخت است. دانشمندان نمی‌توانند به یک عامل محدودکننده رشد درخت اشاره کنند، بلکه ترکیبی از عوامل است: فصل رشد در توندرا که برای گیاهانی که چوب تولید می‌کنند بسیار کوتاه است، بادهای قوی و پایدار که بافت‌های گیاه را خشک و ساییده می‌کند، یخ‌بستگی دائمی زمین که مانع از رسیدن ریشه‌ها به عمق کافی به خاک می‌شود و خاک‌های سرد که تجزیه مواد گیاهی و چرخه مواد مغذی را کند می‌کند.

## جانوران و گیاهان

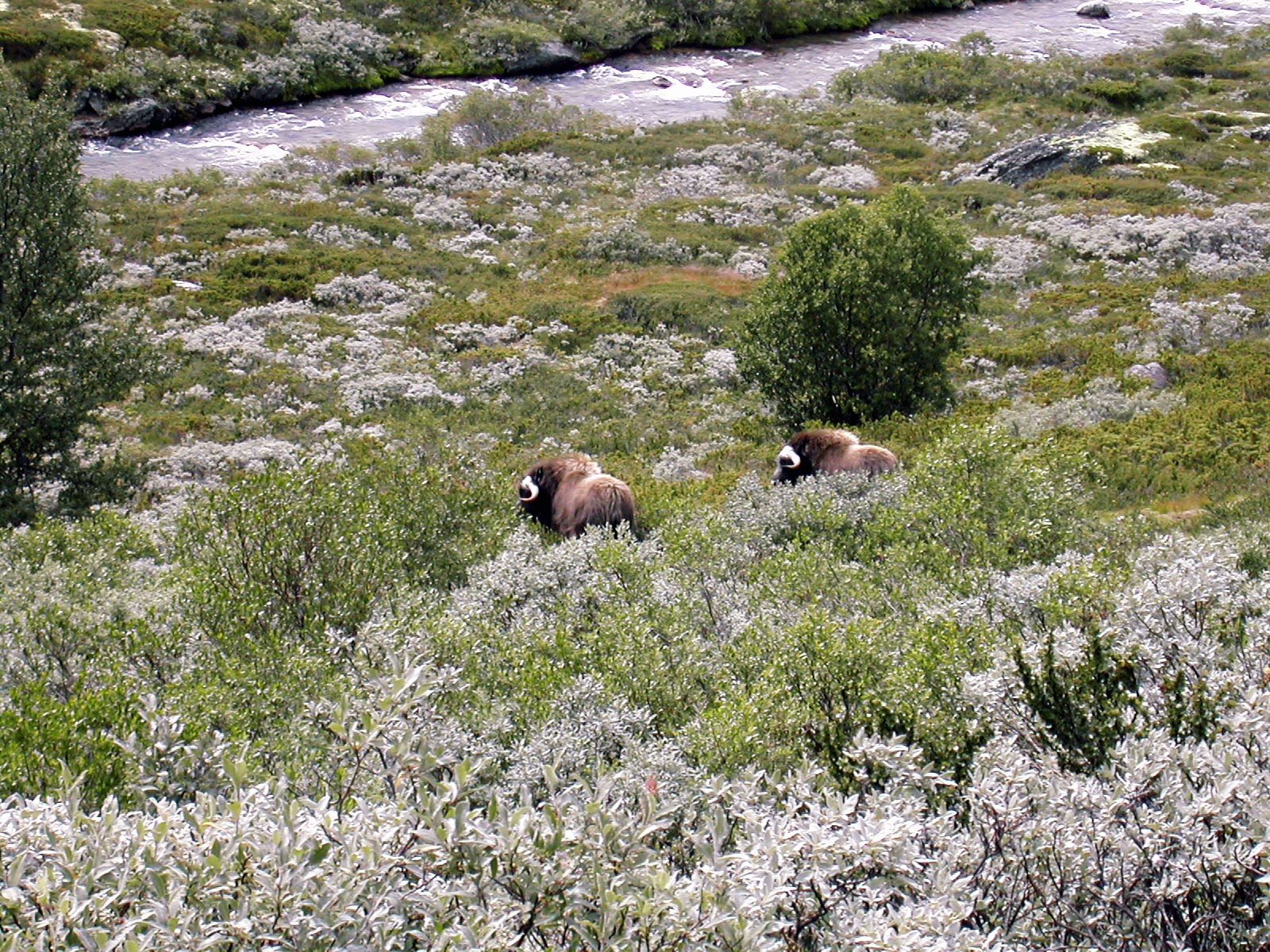
یک منطقه سرددشت

حیواناتی که در توندرا یافت می‌شوند عبارتند از: گاو مشک، خرگوش قطبی، خرس قطبی، روباه قطبی، گوزن شمالی و جغد برفی. بسیاری از حیواناتی که در سرددشت‌ها زندگی می‌کنند، مانند گوزن شمالی و سلیم نیم‌پرده‌دار، در طول زمستان به مناطق گرم‌تر مهاجرت می‌کنند. دیگران، مانند سنجاب زمینی قطبی، در ماه‌های زمستان به خواب زمستانی می‌روند. خزندگان و دوزیستان بسیار کمی در توندرا یافت می‌شوند زیرا دما بسیار پایین است. در حالی که بسیاری از پستانداران سازگاری‌هایی دارند که آنها را قادر می‌سازد در زمستان‌های سرد طولانی زنده بمانند و در تابستان‌های کوتاه به سرعت تولید مثل کنند و بچه‌ها را بزرگ کنند، اکثر پرندگان و برخی از پستانداران در طول زمستان به جنوب مهاجرت می‌کنند.
تقریباً ۱۷۰۰ گونه از گیاهان آوندی در سراسر توندرای شمالگانی یافت می‌شوند که شامل گیاهان گلدار، درختچه‌های کم ارتفاع، جگنیان، علف‌ها و جگرواشان می‌شود. گلسنگ‌ها، خزه‌ها و جلبک‌ها نیز رایج هستند. به‌طور کلی گیاهان توندرا کم رشد هستند، سامانه ریشه‌ای کم‌عمق دارند و قادر به انجام فتوسنتز در دماهای پایین و با شدت نور کم هستند. یک لایه همیشه یخ زده خاک که خاک منجمد نام دارد، از رشد ریشهٔ گیاهان در این بیوم جلوگیری می‌کند.

## ساکنان انسانی سرددشت‌ها
در توندرای شمالگانی چند گروه اصلی از مردمان ساکن‌اند شامل: اسکیموها، اینوهای سرخ‌پوست‌تبار و یاقوت‌های ترک‌تبار و نِنِتس‌ها که زبان‌شان با فنلاندی از یک ریشه است.
اینوئیت‌ها که اسکیموها نیز نامیده می‌شوند در شمالگان و گرینلند و کانادا زندگی می‌کنند. آنها بزرگ‌ترین گروه انسانی ساکن توندراها هستند. اسکیموها در امتداد ساحل زندگی می‌کنند و به شکار گوزن شمالی، فوک، نهنگ و ماهی می‌پردازند. زبان آن‌ها اینوکتیتوت نام دارد که شامل هفت گویش مختلف است. رخت سنتی اسکیموها عمدتاً از پوست و خز گوزن شمالی تهیه می‌شود.
اینوها مردم بومی سرخ‌پوست آلگونکویی نیتاسینان هستند. آنها در شمال لابرادور و مناطق سرددشتی کِبِک کانادا زندگی می‌کنند. آنها شکارچیانی ماهری و متخصص تهیه لباس‌های پوستین، ظروف چوبی و ابزار سنگی بودند. در دهه ۱۹۵۰، مهاجران سفیدپوست شروع به تله‌گذاری در قلمرو اینوها کردند که این کار باعث کاهش تعداد گوزن مالی شد و به گرسنه ماندن بسیاری از اینوها انجامید. مردم برای گذر از این دوران سخت به کمک‌های دولتی متکی شدند.
مردم یاقوت در توندراهای سیبری زندگی می‌کنند. آنها روز خود را به ماهیگیری می‌گذرانند، که فعالیت اقتصادی اولیه است، و شکار را که عمدتاً برای خز انجام می‌دهند. آنها دو بار در سال مکان خود را به صورت کمپ‌های شکار زمستانی و کمپ‌های شکار تابستانی تغییر می‌دهند. خوراک اصلی آن‌ها لبنیات، ماهی، سبزیجات و گوشت است. یاقوت‌ها همچنین به عنوان گله‌داران ممتاز اسب و گاو شناخته می‌شوند.

## بوم‌ناحیه‌های توندرا
| بوم‌ناحیه‌های توندرای قلمرو دیرین‌شمالگان      | بوم‌ناحیه‌های توندرای قلمرو دیرین‌شمالگان |
| ------------------------------------------- | -------------------------------------- |
| Arctic desert                               | روسیه، سوالبار (نروژ)                  |
| Bering tundra                               | روسیه                                  |
| Cherskii–Kolyma mountain tundra             | روسیه                                  |
| Chukchi Peninsula tundra                    | روسیه                                  |
| Kamchatka Mountain tundra and forest tundra | روسیه                                  |
| Kola Peninsula tundra                       | نروژ، روسیه                            |
| توندرای ساحلی شمال‌شرقی سیبری                | روسیه                                  |
| Northwest Russian–Novaya Zemlya tundra      | روسیه                                  |
| جزایر سیبری نو                              | روسیه                                  |
| جنگل کوهستانی اسکاندیناوی                   | فنلاند، نروژ، سوئد                     |
| Taimyr–Central Siberian tundra              | روسیه                                  |
| Trans-Baikal Bald Mountain tundra           | روسیه                                  |
| جزیره ورانگل                                | روسیه                                  |
| Yamalagydanskaja tundra                     | روسیه                                  |

| بوم‌ناحیه‌های توندرای قلمرو نوشمالگان           | بوم‌ناحیه‌های توندرای قلمرو نوشمالگان |
| --------------------------------------------- | ----------------------------------- |
| Alaska–St. Elias Range tundra                 | کانادا، ایالات متحده                |
| جزایر آلیوتی                                  | ایالات متحده                        |
| Arctic coastal tundra                         | کانادا، ایالات متحده                |
| Arctic foothills tundra                       | کانادا، ایالات متحده                |
| Baffin coastal tundra                         | کانادا                              |
| Beringia lowland tundra                       | ایالات متحده                        |
| Beringia upland tundra                        | ایالات متحده                        |
| Brooks–British Range tundra                   | کانادا، ایالات متحده                |
| Davis Highlands tundra                        | کانادا                              |
| High Arctic tundra                            | کانادا                              |
| Interior Yukon–Alaska alpine tundra           | کانادا، ایالات متحده                |
| Kalaallit Nunaat high arctic tundra           | گرینلند                             |
| Kalaallit Nunaat low arctic tundra            | گرینلند                             |
| Low Arctic tundra                             | کانادا                              |
| Middle Arctic tundra                          | کانادا                              |
| Ogilvie–MacKenzie alpine tundra               | کانادا، ایالات متحده                |
| Pacific Coastal Mountain icefields and tundra | کانادا، ایالات متحده                |
| کوه تورنگات                                   | کانادا                              |

| بوم‌ناحیه‌های توندرای قلمرو استرالزی    | بوم‌ناحیه‌های توندرای قلمرو استرالزی |
| ------------------------------------- | ---------------------------------- |
| Antipodes Subantarctic Islands tundra | استرالیا، نیوزیلند                 |